# جبل وولفايس
جبل وولفايس، هو جبل يقع في مقاطعة إيسيكس، نيويورك. سمي الجبل على اسم الجرف على جانبه الجنوبي الشرقي. ويحيط وولفايس من الغرب جبل ماكنوتن، ويواجه جبل مارشال إلى الجنوب الشرقي عبر الممر الهندي.
يصب الجانبان الجنوبي الشرقي والغربي من جبل وولفايس في جنوب جدول الممر الهندي، ومن هناك إلى بحيرة هندرسون، منبع نهر هدسون، الذي يصب في خليج نيويورك. تصب المنحدرات الشمالية لجبل وولفايس في جدول الممر الهندي الشمالي، ومن هناك إلى الفرع الغربي من نهر آوسايل، إلى بحيرة شامبلين، ومن هناك إلى نهر ريشيليو الكندي، ونهر سانت لورانس إلى خليج سانت لورانس.
يقع جبل وولفايس داخل منطقة قمم المرتفعات البرية من منتزه آديرونداك في نيويورك.

## صور

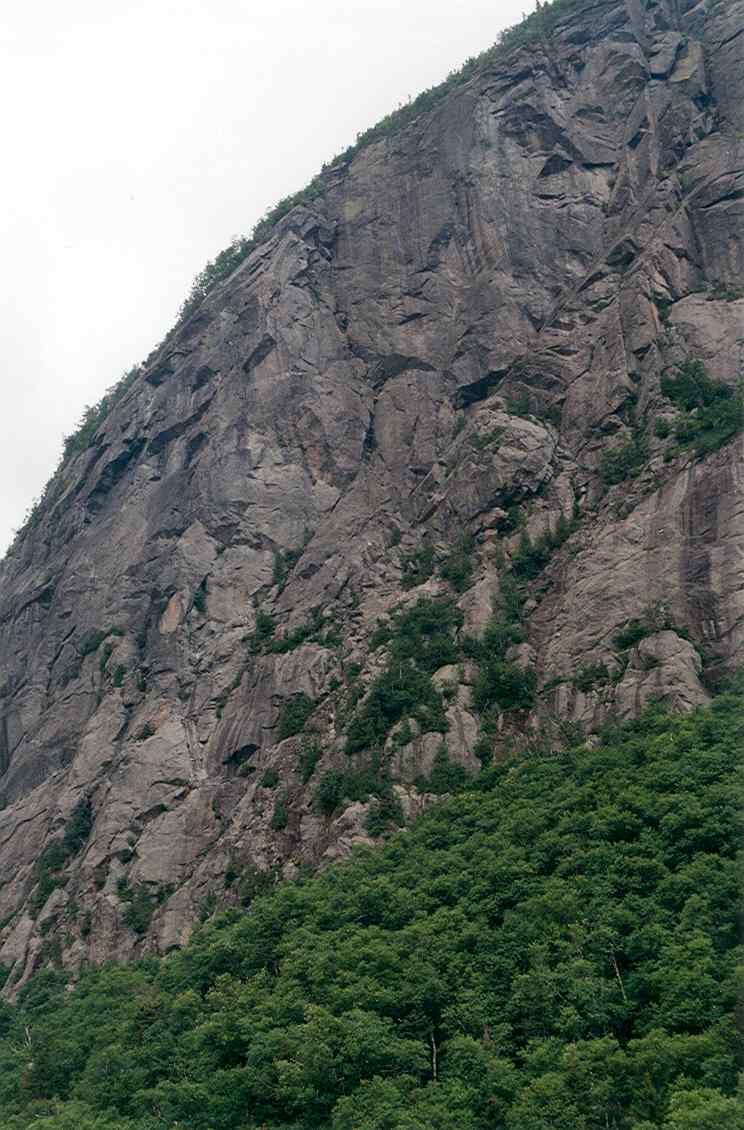
جرف والفايس، من الممر الهندي
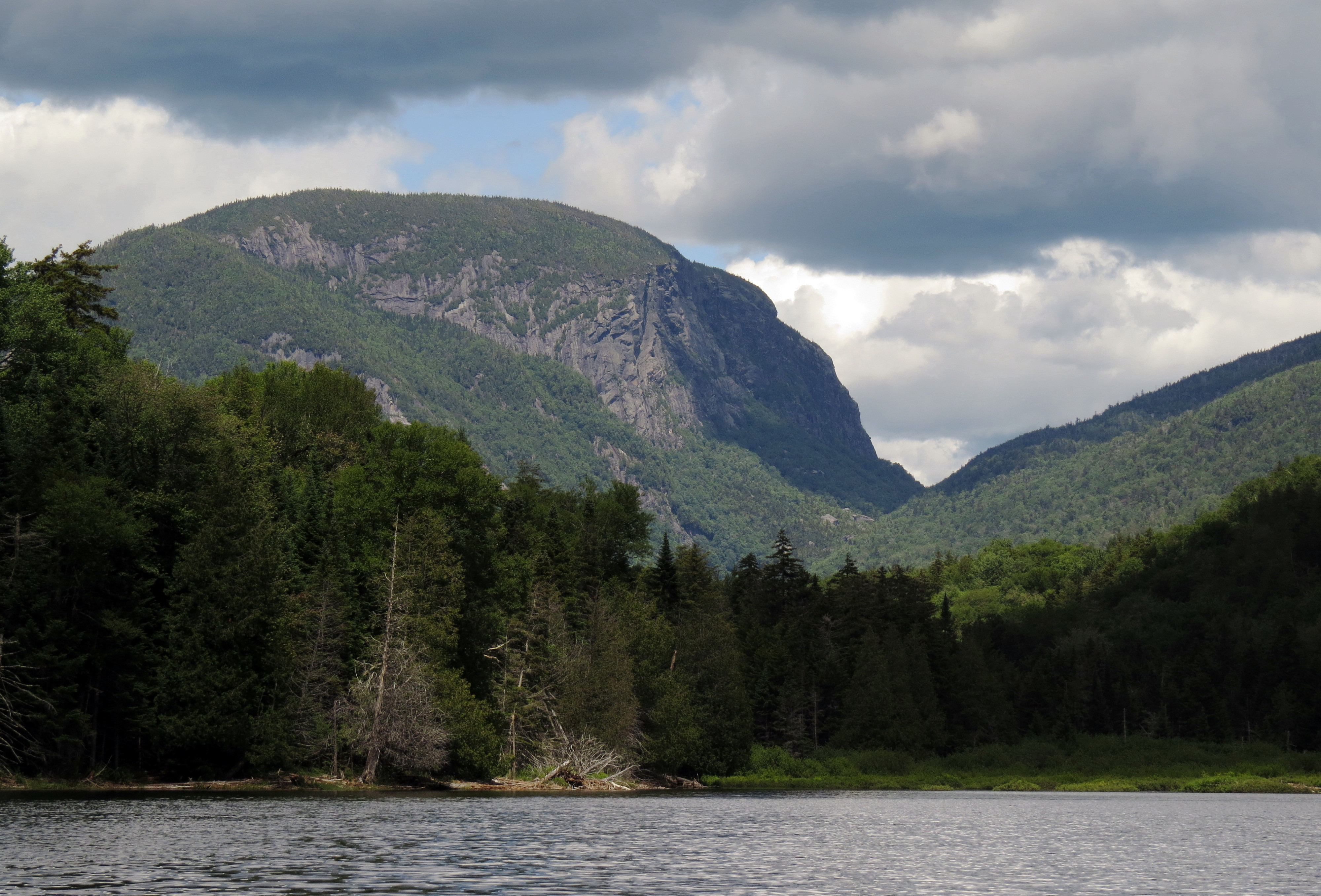
جبل وولفايس باتجاه الشمال الغربي من بحيرة هندرسون